# Best effort delivery
Best effort delivery is een netwerkservice bij datanetwerken waarbij er geen garantie is dat de verzonden gegevens aankomen bij de ontvanger, noch over de performantie. Met netwerkservice wordt een hulpmiddel bij het verzenden van gegevens over een datanetwerk bedoeld. Door het wegvallen van deze garantie heeft de gebruiker geen vaste kwaliteit, diensten niveau of prioriteit. Het bekendste voorbeeld waarbij gebruik wordt gemaakt van best effort delivery is IP.

## Vergelijking
Best effort delivery wordt weleens vergeleken met een postbedrijf. Men weet niet hoeveel brieven er op een bepaalde dag zullen worden verzonden. Het is dus voor een postbedrijf niet op voorhand duidelijk hoeveel middelen ze moet aanwenden. De postbode zal zijn best doen om alle brieven te bezorgen maar kan dit niet garanderen. De bezorging kan immers worden vertraagd als er te veel brieven ineens aankomen op het postkantoor. De ontvanger van de brief wordt hierover niet verwittigd. De zender kan echter extra betalen voor een aangetekende zending zodat de aflevering van de brief gegarandeerd wordt.

## Voordelen
De hoge snelheid vergeleken met andere technieken die worden gebruikt bij ATM, X.25 of Frame Relay is het grootste voordeel van best effort delivery. Deze snelheid is mogelijk doordat gegevensherstel van verloren of beschadigde pakken niet wordt uitgevoerd. Als ook het vrijmaken van een gegevensweg (zoals bij verbindingsgeoriënteerde netwerken) overbodig is, is de snelheid bij best effort delivery beduidend hoger dan bij andere technieken. Een bijkomend voordeel is dat de knooppunten in het netwerk goedkoper zijn omdat ze voorgaande functies niet hoeven te bevatten.

## Nadeel
Het nadeel bij best effort delivery is dat je geen vaste snelheid en levertijden (quality of service) hebt. Deze zullen afhangen van de hardware van het netwerk en van het gebruik (drukte) van het netwerk.

## Werking
Best effort delivery met gegarandeerde aankomst van pakketten is mogelijk. Een protocol in de bovenliggende netwerklaag van het OSI-model zal hiervoor zorgen.
TCP en UDP zijn de twee hoofdprotocollen bij IP. TCP zorgt voor een gegarandeerde aankomst van datapakketten en wordt gebruikt voor het verzenden van webpagina's en e-mail. UDP zorgt voor een niet-gegarandeerde aankomst van datapakketten en wordt gebruikt voor mediastreaming en bij het spelen van computerspellen over het netwerk.
TCP zorgt wel voor een gegarandeerde aankomst maar hier geen tijd (quality of service) bij vermeldt. Op dit gebied blijft het een best-effort-protocol. Voor tijdsgevoelige pakketten wordt gebruikgemaakt van de Integrated Services- en Differentiated Services-protocollen. Deze worden gebruikt bij multimediatoepassingen waar de kwaliteit van dienstverlening (in de vorm van snelheid maar ook vertraging en de variatie op de vertraging oftewel jitter) een belangrijke factor is.
Het is mogelijk om met UDP toch een gegarandeerde aankomst van pakketten te bekomen. Hiervoor is een protocol in een hogere laag van het OSI-model nodig. Voorbeelden hiervan zijn protocollen voor gedeelde schijftoegang die in hun begindagen gebaseerd waren op UDP.

## Bron
- Encyclopedia of Networking & Telecommunications ISBN 0-07-212005-3